# 16920 Larrywalker
16920 Larrywalker è un asteroide della fascia principale. Scoperto nel 1998, presenta un'orbita caratterizzata da un semiasse maggiore pari a 2,7323122 UA e da un'eccentricità di 0,0387460, inclinata di 5,55455° rispetto all'eclittica.